# Corallus ruschenbergerii
Corallus ruschenbergerii är en ormart som beskrevs av Cope 1876. Corallus ruschenbergerii ingår i släktet trädboaormar, och familjen Boidae. Inga underarter finns listade i Catalogue of Life.
Arten förekommer i norra Sydamerika i Colombia och Venezuela samt i Centralamerika norrut till Costa Rica.